# Ösmo landskommun
Ösmo landskommun var en tidigare kommun i Stockholms län.

## Administrativ historik
När 1862 års kommunalförordningar trädde i kraft år 1863 inrättades i Ösmo socken i Sotholms härad i Södermanland en landskommun. Ur denna bröts år 1911 den sydöstra delen ut för att bilda Nynäshamns köping. Vid kommunreformen 1952 lades Ösmo samman med Torö landskommun till en ny Ösmo landskommun.
1964 överfördes från Ösmo landskommun ett område med 35 invånare och omfattande en areal av 12,60 kvadratkilometer land till Nynäshamns stad. 1974 upplöstes Ösmo kommun och området gick upp i Nynäshamns kommun.
Kommunkoden 1952-1967 var 0234, 1968-1973 0134.

### Kyrklig tillhörighet
I kyrkligt hänseende tillhörde kommunen Ösmo församling (ur vilken Nynäshamns församling utbröts 1 januari 1947). Den 1 januari 1952 tillkom Torö församling.

## Geografi
Ösmo landskommun omfattade den 1 januari 1952 en areal av 173,75 km², varav 170,30 km² land. Efter nymätningar och arealberäkningar färdiga den 1 januari 1955 omfattade landskommunen den 1 januari 1961 en areal av 176,19 km², varav 172,72 km² land.

### Tätorter i kommunen 1960
I Ösmo landskommun fanns tätorten Ösmo, som hade 612 invånare den 1 november 1960. Tätortsgraden i kommunen var då 27,8 procent.

## Politik

### Mandatfördelning i valen 1938-1970
| 16 | 3 | 6 |

| 25 |

| 2 | 13 | 10 |

| 21 | 4 |

| 3 | 15 | 7 |

| 22 |

| 2 | 17 | 12 | 4 |

| 33 |

| 2 | 17 | 3 | 4 | 6 | 3 |

| 31 |

| 2 | 19 | 6 | 4 | 4 |

| 30 | 5 |

| 2 | 20 | 6 | 4 | 3 |

| 32 |

| 3 | 16 | 7 | 6 | 3 |

| 29 | 6 |

| 2 | 18 | 7 | 6 | 2 |

| 29 | 6 |